# 上海国際映画祭
上海国際映画祭（シャンハイこくさいえいがさい、上海国际电影节、英語：Shanghai International Film Festival）は、中国上海市で毎年6月に開かれる映画祭である。

## 概要
1993年に第1回が開かれ、2001年6月に行われた第5回まで隔年開催だったが、2002年の第6回からは毎年開催されている。
国家新聞出版広電総局と上海市の主催で行われていたが、1994年より国際映画製作者連盟 (FIAPF) 公認の長編映画祭 (Competitive feature film festival) になった。
2015年、東京国際映画祭との協力連携が発表される。

## 最優秀作品賞受賞作品（金爵奨）
| 年   | 作品                           | 監督                               | 国家・地区               |
| ---- | ------------------------------ | ---------------------------------- | ------------------------ |
| 1993 | 無言の丘 無言的山丘            | 王童                               | 台湾                     |
| 1995 | Broken Silence                 | ヴォルフガング・パンツァー         | スイス                   |
| 1997 | The Woodlanders                | フィル・アグランド                 | イギリス                 |
| 1999 | プロパガンダ Propaganda        | シナン・チェティン                 | トルコ                   |
| 2001 | サベイランス 監視 Antitrust    | ピーター・ハウイット               | アメリカ合衆国           |
| 2002 | ションヤンの酒家 生活秀        | フォ・ジェンチー                   | 中国                     |
| 2004 | Tradition of Lover Killing     | ホスロー・マアスーミー             | イラン                   |
| 2005 | 村の写真集                     | 三原光尋                           | 日本                     |
| 2006 | 4分間のピアニスト Vier Minuten | クリス・クラウス                   | ドイツ                   |
| 2007 | According to The Plan          | フランツィスカ・メレツキー         | ドイツ                   |
| 2008 | Муха                           | ウラジーミル・コット               | ロシア                   |
| 2009 | Original                       | Alexander Brøndsted Antonio Tublen | スウェーデン/ デンマーク |
| 2010 | もう一度キスを Baciami Ancora  | ガブリエーレ・ムッチーノ           | イタリア/ フランス       |
| 2011 | HAYDE BRE                      | オルハン・オグズ                   | トルコ                   |
| 2012 | 熊 خرس                         | ホスロー・マアスーミー             | イラン                   |
| 2013 | Майор                          | ユーリー・ブイコフ                 | ロシア                   |
| 2014 | Μικρά Αγγλία                   | パンデリス・ブルガリス             | ギリシャ                 |
| 2015 | Jamais de la vie               | ピエール・ジョリヴェ               | フランス/ ベルギー       |
| 2016 | 德兰                           | 劉杰                               | 中国                     |
| 2017 | Pauwi na                       | Paolo Villaluna                    | フィリピン               |
| 2018 | Out of Paradise                | Batbayar Chogsom                   | モンゴル/ スイス         |
| 2019 | قصر شیرین                      | レザ・ミルキャリミ                 | イラン                   |
| 2021 | 东北虎                         | 耿軍                               | 中国                     |
| 2023 | 658km、陽子の旅                | 熊切和嘉                           | 日本                     |

## 日本語作品に関係した事象
日本映画での主な受賞は以下の通りである。
- 第6回上海国際映画祭（2002年） - 岩井俊二監督作品「リリイ・シュシュのすべて」は、コンペティション部門にて審査員特別賞と最優秀音楽賞を受賞
- 第7回上海国際映画祭（2004年） - 篠崎誠監督作品「犬と歩けば チロリとタムラ」は、アジア新人映画部門にて最優秀作品賞受賞。
- 第8回上海国際映画祭（2005年） - 三原光尋監督作品「村の写真集」は、コンペティション部門にて上記の最優秀作品賞(金爵賞)以外に最優秀男優賞(藤竜也)を受賞。
- 第10回上海国際映画祭（2007年） - 山田洋次監督作品「武士の一分」は、コンペティション部門にて最優秀音楽賞（冨田勲）を受賞。
- 第14回上海国際映画祭（2011年） - 小林聖太郎監督監督作品「毎日かあさん」は、アジア新人映画部門にて最優秀作品賞受賞。
- 第14回上海国際映画祭（2011年） - 橋本直樹監督作品「臍帯(英題:Birthright)」は、アジア新人映画部門の審査員特別賞受賞。
- 第19回上海国際映画祭（2016年） - 阪本順治監督作品「団地」は、コンペティション部門にて最優秀女優賞(藤山直美)を受賞[1]。
- 第21回上海国際映画祭（2018年） - 岡田麿里監督作品「さよならの朝に約束の花をかざろう」は、コンペティション部門にてアニメーション最優秀作品賞(金爵奨)を受賞[2]。
- 第21回上海国際映画祭（2018年） - 清原惟監督作品「わたしたちの家」は、アジア新人映画部門にて最優秀監督賞受賞[3]。
- 第22回上海国際映画祭 - （2019年） - 湯浅政明監督作品「きみと、波にのれたら」は、コンペティション部門にてアニメーション最優秀作品賞(金爵奨)を受賞[4]。
- 第25回上海国際映画祭 - （2023年） - 熊切和嘉監督作品「658km、陽子の旅」は、コンペティション部門にて最優秀作品賞(金爵奨)、最優秀脚本賞(室井孝介、浪子想)、最優秀女優賞(菊地凛子)を受賞[5]
- 第26回上海国際映画祭 - （2024年） - 山田尚子監督作品「きみの色」は、コンペティション部門にてアニメーション最優秀作品賞(金爵奨)を受賞[6]。